# Байдалинов, Сергей Артемьевич
Сергей Артемьевич Байдалинов (7 октября 1895, Луганск, Область Войска Донского, Российская империя — 12 июля 1941, Иран) — советский военный деятель, генерал-майор (1940), участник иранской операции.

## Биография
Родился 7 октября 1895 года в Луганске, в русской семье рабочих, в которой помимо него было 9 детей.
Окончил городское училище в 1910 году, Донецкое техническое училище в 1914 году. Работал по полученной специальности железнодорожного техника.
В Русской императорской армии с апреля 1915 года. Был направлен в 29-й запасной батальон в Харькове, в мае направлен юнкером в школу прапорщиков. Окончил 4-ю Киевскую школу прапорщиков в 1915 году. После её окончания с августа 1915 года служил младшим офицером 81-го армейского маршевого запасного батальона. С октября 1915 года воевал в 8-го Заамурском пограничном полку на Юго-Западном фронте: исполняющий должность командира роты, начальник учебной команды полка, командир полуроты. В апреле 1917 года в звании поручика переведён командиром батальона 19-го Заамурского пограничного полка. За храбрость в боях награждён тремя орденами и Георгиевским крестом. С сентября 1917 года — преподаватель офицерской школы 3-й Заамурской пехотной дивизии. После Октябрьской революции избран солдатами командиром 19-го Заамурского пограничного полка. В марте 1918 года был демобилизован.
Тогда же присоединился к Армии Украинской Народной Республики, по утверждению историка С. В. Волкова был взят в плен красными. Данная информация вызывает сомнения, поскольку служба С. А. Байдалинова в украинской армии завершилась 15 сентября 1918 года, а в РККА он зачислен через год, в октябре 1919 года (обычно в Гражданской войне взятые в плен или перешедшие на сторону красных зачислялись в РККА немедленно), кроме того — Армия УНР прекратила существование вместе с самой УНР в апреле 1918 года. Таким образом, обстоятельства биографии С. А. Байдалинова в 1918—1919 годах ещё требуют дальнейшего уточнения.
В октябре 1919 года вступил (или мобилизован) в Красную армию и принял участие в гражданской войне. Служил в штабе 141-й стрелковой бригады, с марта 1920 — адъютант 422-го стрелкового полка, с июня 1920 — командир этого полка. Воевал на Западном фронте, участвовал в советско-польской войне и в боях против отрядов С. Н. Булак-Балаховича. С октября 1920 — командир 58-го стрелкового полка 7-й стрелковой дивизии Киевского военного округа, воевавшего против формирований Нестора Махно, И. Струка, Ф. Щуся. С 1922 года был помощником командира и командиром 20-го стрелкового полка в той же дивизии.
В декабре 1924 года направлен на Туркестанский фронт и участвовал в боевых действиях по ликвидации басмачества в Средней Азии. С декабря 1924 по апрель 1929 года был командиром 8-го Туркестанского стрелкового полка 3-й Туркестанской стрелковой дивизии, воевал в Восточной Бухаре. Во время командования полком с октября 1927 по апрель 1928 прошёл обучение на Стрелково-тактические курсы усовершенствования комсостава РККА имени III Коминтерна «Выстрел». С октября 1929 года — командир 10-го Туркестанского стрелкового полка 4-й Туркестанской стрелковой дивизии Среднеазиатского военного округа (САВО). Вступил в ВКП(б).
С октября 1930 года служил в штабе САВО — начальник 5-го отдела, с апреля 1933 — начальник отдела боевой подготовки, с марта 1935 — начальник 2-го отдела. В 1935 году под руководством полковника Сергея Байдалинова и командующего САВО комкора Михаила Великанова состоялся 1-й Памирский высокогорный поход РККА, в ходе которого был покорён ряд вершин, в том числе пик Трапеция высотой в 6050 метров. В 1936 году принял участие в походе на пик Ленина, окончившемся неудачей. В 1937 году стал членом секции альпинизма под председательством Николая Крыленко во Всесоюзном комитете по делам физической культуры и спорта при Совете народных комиссаров СССР.
5 мая 1939 года Байдалинов был назначен командиром 83-й горнострелковой дивизии САВО.
По утверждению казанского историка М. Черепанова, 22 июня 1941 года, в день начала Великой Отечественной войны, дивизия под командованием Байдалинова на основании вышестоящего приказа вошла в Иран. По официально принятой версии советские войска были введены на территорию Ирана 25 августа того же года, что опровергается как свидетельствами и воспоминаниями выживших участников иранского похода, так и документами Центрального архива Министерства обороны, свидетельствующими о массово пропавших в то время без вести красноармейцах.
12 июля 1941 года Байдалинов был арестован на территории Северного Ирана по обвинению в нарушении приказа НКО № 00412, антисоветской деятельности и совершении контрреволюционного преступления. По мнению историка Михаила Черепанова, он был обвинён в якобы «незаконном» пересечении государственной границы Советского Союза и Ирана.
После ареста приказом народного комиссара обороны Байдалинов был уволен из рядов РККА, а затем осуждён по 58-й статье Уголовного кодекса, приговорён к высшей мере наказания и расстрелян незамедлительно. В должности комдива его сменил Александр Лучинский. Реабилитирован посмертно определением Военной коллегии от 30 октября 1958 года, а приказом министра обороны СССР от 10 декабря 1958 года исключён из списков ввиду смерти.

## Воинские звания
- Полковник (5.12.1935)[18];
- Комбриг (16.03.1938);
- Генерал-майор (4.06.1940)[19][20].

## Награды
Российская империя
- Орден Святой Анны 3-й степени.
- Орден Святого Станислава 3-й степени.
- Орден Святой Анны 4-й степени.
- Георгиевский крест 4-й степени.

СССР
- Орден Красного Знамени (1923)[21].
- Орден Красной Звезды (1933)[3].
- Медаль «XX лет Рабоче-Крестьянской Красной Армии» (1938)[22].
- Знак «Альпинист СССР» 1-й ступени (1936)[5].